# Minh Trí
Minh Trí (zm. 1196) – wietnamski mistrz thiền ze szkoły vô ngôn thông. Znany także jako Thiền Trí.

## Życiorys
Pochodził z wioski Phù Cầm. Jego nazwisko to Tô. Z natury był inteligentny i mądry oraz dobrze oczytany. Jeszcze jako nastolatek spotkał mistrza Đạo Huệ. Porzucił wtedy światowe życie i został mnichem. Wkrótce także osiągnął oświecenie.
Nauczał ludzi niestrudzenie, dlatego cesarz nadał mu imię Minh Trí (Oświecająca Mądrość). Przebywał w klasztorze Phúc Thánh w Điển Lành.
Pewnego razu Minh Trí rozmawiał z mnichem, gdy inny mnich, który stał przy nich, powiedział: "Mówienie to Mańdziuśri, milczenie to Wimalakirti."
Minh Trí powiedział: "Ani mówienie, ani milczenie - czy to nie ty?"
Mnich zgodził się.
Minh Trí powiedział: "Dlaczego nie pokazałeś twoich nadnaturalnych mocy?"
Mnich powiedział: "Nie unikam pokazania moich nadnaturalnych mocy, tylko obawiam się, że Wasza Czcigodność zaliczy mnie do zwolenników nauk doktrynalnych."
Minh Trí powiedział: "Nie jesteś jeszcze okiem przekazu poza naukami." Następnie powiedział wiersz:
| Jest możliwe przekazanie nauk, Głębokość Buddów i Patriarchów jest subtelna i niepojmowalna. Jeśli ktoś chce ją postrzec, Jest jak szukanie dymu w złudzeniu. |

W jedenastym roku, bính thìn, okresu Thiên Tư Gia Thụy, czyli w 1196 r., tuż przed śmiercią powiedział następujący wiersz:
| Wiatr w sosnach, jasny księżyc w wodzie, Nie mają ani wizerunku, ani formy. To jedno jest formą ciała, Pośród pustej pustki, szukając echa. |

Po skończeniu wiersza cicho zmarł.

## Linia przekazu Dharmy zen
Pierwsza liczba oznacza liczbę pokoleń mistrzów od 1 Patriarchy indyjskiego Mahakaśjapy.
Druga liczba oznacza liczbę pokoleń od 28/1 Bodhidharmy, 28 Patriarchy Indii i 1 Patriarchy Chin.
Trzecia liczba oznacza początek nowej linii przekazu w danym kraju.
- 33/6. Huineng (638-713)
  - 34/7. Nanyue Huairang (677-744) szkoła hongzhou
    - 35/8. Mazu Daoyi (707-788)

  - 36/9. Baizhang Huaihai (720-814)
    - 37/10/1. Vô Ngôn Thông (759-826) Wietnam - szkoła vô ngôn thông
      - 38/11/2. Cảm Thành (zm. 860)
        - 39/12/3. Thiện Hội (zm. 900)
          - 40/13/4. Vân Phong (zm. 956)
            - 41/14/5. Khuông Việt (933-1011)
              - 42/15/6. Đa Bảo (zm. po 1028)
                - 43/16/7. Định Hương (zm. 1051)
                  - 44/17/8. Viên Chiếu (999-1090)
                    - 45/18/9. Thông Biện (zm. 1134)
                      - 46/19/10. Biện Tâi (bd)
                      - 46/19/10. Đạo Huệ (zm. 1173)
                        - 47/20/11. Tịnh Lực (1112–1175)
                        - 47/20/11. Trí Bảo (zm. 1190)
                        - 47/20/11. Trường Nguyên (1110–1165)
                        - 47/20/11. Minh Trí (zm. 1196)
                          - 48/21/12. Quảng Nghiêm (1122–1190
                            - 49/22/13. Thường Chiếu (zm. 1203)
                              - 50/23/14. Thông Thiền (zm. 1228) laik
                                - 51/24/15. Tức Lự (bd)
                                  - 52/25/16. Ứng Vương (bd) laik

                              - 50/23/14. Thần Nghi (zm. 1216)
                                - 51/24/15.. Ẩn Không (bd)

                        - 47/20/11. Tín Học (zm. 1190)
                        - 47/20/11. Tịnh Không (1091–1170)
                        - 47/20/11. Dại Xả (1120–1180)

                  - 44/17/8. Cứu Chỉ
                  - 44/17/8. Bảo Tính (zm. 1034)
                  - 44/17/8. Minh Tâm (zm. 1034)

                - 43/16/7. Thiền Lão
                  - 44/17/8. Quảng Trí
                    - 45/18/9. Mãn Giác (1052–1096)
                      - 46/19/10. Bổn Tịnh (1100–1176)

                    - 45/18/9. Ngộ Ấn (1020–1088)